# 색계 마음
색계 마음(팔리어: rūpāvacaracittāni 루-빠- 와짜라 찟따-니, 영어: fine-material-sphere consciousness)은 특히 상좌부의 교학과 아비담마 그리고 수행에서 사용하는 용어로, 욕계 · 색계 · 무색계 · 출세간에 속한 총 89가지 마음 또는 총 121가지 마음 중 색계에 속한 마음들을 말한다. 다음과 같은 총 15가지가 있다.
- 색계 유익한 마음 5가지 一 선정에 든 마음 5가지
- 색계 과보의 마음 5가지 一 색계에 태어나는 과보로서의 마음 5가지, 즉, 색계 천들의 마음
- 색계 작용만 하는 마음 5가지 一 선정을 획득한 아라한만이 가진 작용만 하는 마음 5가지

위의 세 유형 각각의 5가지는 모두 초선 · 제2선 · 제3선 · 제4선의 4선 또는 4선정의 체계가 아닌 초선 · 제2선 · 제3선 · 제4선 · 제5선의 5선 또는 5선정의 체계를 따른 것이다.
4선 체계의 선정과 5선 체계의 선정은 다음과 같이 매치된다.
(4선 체계에 대한 참고: 색계#3계9지와 색계, 3계9지)
| 4선 체계                              | 5선 체계    | 심사(尋伺) 분별    | 9지(九地) 분별         |
| ------------------------------------- | ----------- | ------------------ | ---------------------- |
| 4선의 초선                            | 5선의 초선  | 유심유사(有尋有伺) | 이생희락지(離生喜樂地) |
| 4선의 초선과 제2선 사이에 있는 중간정 | 5선의 제2선 | 무심유사(無尋唯伺) | 이생희락지(離生喜樂地) |
| 4선의 제2선                           | 5선의 제3선 | 무심무사(無尋無伺) | 정생희락지(定生喜樂地) |
| 4선의 제3선                           | 5선의 제4선 | 무심무사(無尋無伺) | 이희묘락지(離喜妙樂地) |
| 4선의 제4선                           | 5선의 제5선 | 무심무사(無尋無伺) | 사념청정지(捨念淸淨地) |

색계 마음은 다음의 분류 또는 체계에 속한다.
- 욕계 · 색계 · 무색계 · 출세간에 속한 총 89가지 마음 또는 총 121가지 마음
  - 욕계 마음 54가지
  - 색계 마음 15가지 一 누적 15가지
    - 색계 유익한 마음 5가지
    - 색계 과보의 마음 5가지
    - 색계 작용만 하는 마음 5가지

  - 무색계 마음 12가지
  - 출세간의 마음 8가지 또는 40가지

## 목록
- 색계 마음 一 15가지
      - 색계 유익한 마음 一 5가지 一 누적 5가지
                     1. 일으킨 생각 · 지속적 고찰 · 희열 · 행복 · 집중이 함께하는 초선의 유익한 마음
    2. 지속적 고찰 · 희열 · 행복 · 집중이 함께하는 제2선의 유익한 마음
    3. 희열 · 행복 · 집중이 함께하는 제3선의 유익한 마음
    4. 행복 · 집중이 함께하는 제4선의 유익한 마음
    5. 평온 · 집중이 함께하는 제5선의 유익한 마음

  - 색계 과보의 마음 一 5가지 一 누적 10가지
                     1. 일으킨 생각 · 지속적 고찰 · 희열 · 행복 · 집중이 함께하는 초선의 과보의 마음
    2. 지속적 고찰 · 희열 · 행복 · 집중이 함께하는 제2선의 과보의 마음
    3. 희열 · 행복 · 집중이 함께하는 제3선의 과보의 마음
    4. 행복 · 집중이 함께하는 제4선의 과보의 마음
    5. 평온 · 집중이 함께하는 제5선의 과보의 마음

  - 색계 작용만 하는 마음 一 5가지 一 누적 15가지
                     1. 일으킨 생각 · 지속적 고찰 · 희열 · 행복 · 집중이 함께하는 초선의 작용만 하는 마음
    2. 지속적 고찰 · 희열 · 행복 · 집중이 함께하는 제2선의 작용만 하는 마음
    3. 희열 · 행복 · 집중이 함께하는 제3선의 작용만 하는 마음
    4. 행복 · 집중이 함께하는 제4선의 작용만 하는 마음
    5. 평온 · 집중이 함께하는 제5선의 작용만 하는 마음

## 해설

### 색계 유익한 마음
- 색계 유익한 마음 一 5가지
                   1. 일으킨 생각 · 지속적 고찰 · 희열 · 행복 · 집중이 함께하는 초선의 유익한 마음
    - 유심유사지(有尋有伺地)[8]
    - 이생희락지(離生喜樂地) 즉 욕계를 떠남[離]으로서 생기[生]는 희열[喜]과 행복[樂]을 느끼는 경지 또는 마음 상태이다.
    - 일으킨 생각[尋, 심, vitakka, initial application]: 마음과 마음작용을 대상에 기울이는 것(directing the mind and its concomitants towards the object)으로, 명상수행에서 5개 중 혼면개(흐리고 무거움)를 억제한다.[13]
    - 지속적 고찰[伺, 사, vicāra, sustained application]: 마음을 대상에 지속적으로 초점화하는 것(continually focusing the mind on the object)으로, 명상수행에서 5개 중 의개(의심, 마음이 머물지 못함)를 억제한다.[14]
    - 희열[喜, 희, pīti, zest]: 몸 전체로 느껴지는 기쁨 또는 대상에 대해 기뻐하는 것(pervading zest)을 말하며, 명상수행에서 5개 중 진에개(화가 남)를 억제한다.[15]
    - 행복[樂, 낙, sukha, happiness]: 희수(喜受, somanassa, joy) 즉 즉 정신적 기쁨(pleasant mental feeling)을 말하며, 명상수행에서 5개 중 도회개(들뜸과 근심과 후회)를 억제한다. 희열과 행복은 유사한데, 희열은 시작 단계의 기쁨, 행복은 본격적인 단계의 기쁨이다. 예를 들어, 지친 여행자가 오아시스를 만났을 때 느끼는 기쁨이 희열이고 물 마시고 목욕하면서 느끼는 기쁨이 행복이다. 명상수행에서는 희열은 몸이 기쁜 것 즉 선정에 의해 몸이 가뿐하고 즐거운 느낌이 드는 것이고, 행복은 마음이 기쁜 것 즉 선정에 의해 마음이 선정의 기쁨을 느끼는 것이다.[16]
    - 집중[心一境性, 심일경성, ekaggatā, one-pointedness]: 마음이 대상과 하나가 됨을 말하며, 명상수행에서 5개 중 탐욕개 즉 감각적 욕망 즉 마음이 5감에 이끌리는 것 즉 마음이 외계 사물에 이끌리는 것을 억제한다.[17]

  2. 지속적 고찰 · 희열 · 행복 · 집중이 함께하는 제2선의 유익한 마음
    - 무심유사지(無尋有伺地)[8][18]
    - 여전히 이생희락지(離生喜樂地) 즉 욕계를 떠남[離]으로서 생기[生]는 희열[喜]과 행복[樂]을 느끼는 경지 또는 마음 상태이다.
    - 일으킨 생각[尋, 심, vitakka, initial application]이 사라짐
    - 지속적 고찰[伺, 사, vicāra, sustained application]: 마음을 대상에 지속적으로 초점화하는 것(continually focusing the mind on the object)으로, 명상수행에서 5개 중 의개(의심, 마음이 머물지 못함)을 억제한다.
    - 희열[喜, 희, pīti, zest]: 몸 전체로 느껴지는 기쁨 또는 대상에 대해 기뻐하는 것(pervading zest)을 말하며, 명상수행에서 5개 중 진에개(화가 남)를 억제한다.
    - 행복[樂, 낙, sukha, happiness]: 희수(喜受, somanassa, joy) 즉 즉 정신적 기쁨(pleasant mental feeling)을 말하며, 명상수행에서 5개 중 도회개(들뜸과 근심과 후회)를 억제한다. 희열과 행복은 유사한데, 희열은 시작 단계의 기쁨, 행복은 본격적인 단계의 기쁨이다. 예를 들어, 지친 여행자가 오아시스를 만났을 때 느끼는 기쁨이 희열이고 물 마시고 목욕하면서 느끼는 기쁨이 행복이다. 명상수행에서는 희열은 몸이 기쁜 것 즉 선정에 의해 몸이 가뿐하고 즐거운 느낌이 드는 것이고, 행복은 마음이 기쁜 것 즉 선정에 의해 마음이 선정의 기쁨을 느끼는 것이다.
    - 집중[心一境性, 심일경성, ekaggatā, one-pointedness]: 마음이 대상과 하나가 됨을 말하며, 명상수행에서 5개 중 탐욕개 즉 감각적 욕망 즉 마음이 5감에 이끌리는 것 즉 마음이 외계 사물에 이끌리는 것을 억제한다.

  3. 희열 · 행복 · 집중이 함께하는 제3선의 유익한 마음
    - 무심무사지(無尋無伺地)[8][19]
    - 정생희락지(定生喜樂地) 즉 선정[定]으로부터 생기[生]는 희열[喜]과 행복[樂]을 느끼는 경지 또는 마음 상태이다.
    - 일으킨 생각[尋, 심, vitakka, initial application]이 사라짐
    - 지속적 고찰[伺, 사, vicāra, sustained application]이 사라짐
    - 희열[喜, 희, pīti, zest]: 몸 전체로 느껴지는 기쁨 또는 대상에 대해 기뻐하는 것(pervading zest)을 말하며, 명상수행에서 5개 중 진에개(화가 남)를 억제한다.
    - 행복[樂, 낙, sukha, happiness]: 희수(喜受, somanassa, joy) 즉 즉 정신적 기쁨(pleasant mental feeling)을 말하며, 명상수행에서 5개 중 도회개(들뜸과 근심과 후회)를 억제한다. 희열과 행복은 유사한데, 희열은 시작 단계의 기쁨, 행복은 본격적인 단계의 기쁨이다. 예를 들어, 지친 여행자가 오아시스를 만났을 때 느끼는 기쁨이 희열이고 물 마시고 목욕하면서 느끼는 기쁨이 행복이다. 명상수행에서는 희열은 몸이 기쁜 것 즉 선정에 의해 몸이 가뿐하고 즐거운 느낌이 드는 것이고, 행복은 마음이 기쁜 것 즉 선정에 의해 마음이 선정의 기쁨을 느끼는 것이다.
    - 집중[心一境性, 심일경성, ekaggatā, one-pointedness]: 마음이 대상과 하나가 됨을 말하며, 명상수행에서 5개 중 탐욕개 즉 감각적 욕망 즉 마음이 5감에 이끌리는 것 즉 마음이 외계 사물에 이끌리는 것을 억제한다.

  4. 행복 · 집중이 함께하는 제4선의 유익한 마음
    - 무심무사지(無尋無伺地)[8][19]
    - 이희묘락지(離喜妙樂地) 즉 제3선의 기쁨[喜]을 떠난[離] 경지로 마음이 안정되어 묘한 행복[妙樂]을 느끼는 경지 또는 마음 상태이다.
    - 일으킨 생각[尋, 심, vitakka, initial application]이 사라짐
    - 지속적 고찰[伺, 사, vicāra, sustained application]이 사라짐
    - 희열[喜, 희, pīti, zest]이 사라짐
    - 행복[樂, 낙, sukha, happiness]: 희수(喜受, somanassa, joy) 즉 정신적 기쁨(pleasant mental feeling)을 말하며, 명상수행에서 5개 중 도회개(들뜸과 근심과 후회)를 억제한다. 희열과 행복은 유사한데, 희열은 시작 단계의 기쁨, 행복은 본격적인 단계의 기쁨이다. 예를 들어, 지친 여행자가 오아시스를 만났을 때 느끼는 기쁨이 희열이고 물 마시고 목욕하면서 느끼는 기쁨이 행복이다. 명상수행에서는 희열은 몸이 기쁜 것 즉 선정에 의해 몸이 가뿐하고 즐거운 느낌이 드는 것이고, 행복은 마음이 기쁜 것 즉 선정에 의해 마음이 선정의 기쁨을 느끼는 것이다.
    - 집중[心一境性, 심일경성, ekaggatā, one-pointedness]: 마음이 대상과 하나가 됨을 말하며, 명상수행에서 5개 중 탐욕개 즉 감각적 욕망 즉 마음이 5감에 이끌리는 것 즉 마음이 외계 사물에 이끌리는 것을 억제한다.

  5. 평온 · 집중이 함께하는 제5선의 유익한 마음
    - 무심무사지(無尋無伺地)[8][19]
    - 사념청정지(捨念淸淨地) 즉 제4선의 묘한 즐거움을 떠난 경지로, 마음이 평온[捨]하여 생각[念]이 청정(淸淨)하고 평등한 경지, 즉 마음이 사[捨念, 평온]에 안주하는 경지 또는 마음 상태이다.
    - 일으킨 생각[尋, 심, vitakka, initial application]이 사라짐
    - 지속적 고찰[伺, 사, vicāra, sustained application]이 사라짐
    - 희열[喜, 희, pīti, zest]이 사라짐
    - 행복[樂, 낙, sukha, happiness]이 사라지고 평온(捨, upekkhā, equanimity)이 있음
    - 집중[心一境性, 심일경성, ekaggatā, one-pointedness]: 마음이 대상과 하나가 됨을 말하며, 명상수행에서 5개 중 탐욕개 즉 감각적 욕망 즉 마음이 5감에 이끌리는 것 즉 마음이 외계 사물에 이끌리는 것을 억제한다.

### 색계 과보의 마음
- 색계 과보의 마음 一 5가지
                   1. 일으킨 생각 · 지속적 고찰 · 희열 · 행복 · 집중이 함께하는 초선의 과보의 마음
    - 이생희락지(離生喜樂地) 즉 욕계를 떠남[離]으로서 생기[生]는 희열[喜]과 행복[樂]을 느끼는 경지 또는 마음 상태에 도달하였다.
    - 일으킨 생각[尋, 심, vitakka, initial application]: 마음과 마음작용을 대상에 기울이는 것(directing the mind and its concomitants towards the object)으로, 명상수행에서 5개 중 혼면개(흐리고 무거움)을 억제한다.
    - 지속적 고찰[伺, 사, vicāra, sustained application]: 마음을 대상에 지속적으로 초점화하는 것(continually focusing the mind on the object)으로, 명상수행에서 5개 중 의개(의심, 마음이 머물지 못함)을 억제한다.
    - 희열[喜, 희, pīti, zest]: 몸 전체로 느껴지는 기쁨 또는 대상에 대해 기뻐하는 것(pervading zest)을 말하며, 명상수행에서 5개 중 진에개(화가 남)를 억제한다.
    - 행복[樂, 낙, sukha, happiness]: 희수(喜受, somanassa, joy) 즉 즉 정신적 기쁨(pleasant mental feeling)을 말하며, 명상수행에서 5개 중 도회개(들뜸과 근심과 후회)를 억제한다. 희열과 행복은 유사한데, 희열은 시작 단계의 기쁨, 행복은 본격적인 단계의 기쁨이다. 예를 들어, 지친 여행자가 오아시스를 만났을 때 느끼는 기쁨이 희열이고 물 마시고 목욕하면서 느끼는 기쁨이 행복이다. 명상수행에서는 희열은 몸이 기쁜 것 즉 선정에 의해 몸이 가뿐하고 즐거운 느낌이 드는 것이고, 행복은 마음이 기쁜 것 즉 선정에 의해 마음이 선정의 기쁨을 느끼는 것이다.
    - 집중[心一境性, 심일경성, ekaggatā, one-pointedness]: 마음이 대상과 하나가 됨을 말하며, 명상수행에서 5개 중 탐욕개 즉 감각적 욕망 즉 마음이 5감에 이끌리는 것 즉 마음이 외계 사물에 이끌리는 것을 억제한다.

  2. 지속적 고찰 · 희열 · 행복 · 집중이 함께하는 제2선의 과보의 마음
    - 일으킨 생각[尋, 심, vitakka, initial application]이 사라짐
즉, 아직 이생희락지(離生喜樂地) 즉 욕계를 떠남[離]으로서 생기[生]는 희열[喜]과 행복[樂]을 느끼는 경지 또는 마음 상태이다.
    - 지속적 고찰[伺, 사, vicāra, sustained application]: 마음을 대상에 지속적으로 초점화하는 것(continually focusing the mind on the object)으로, 명상수행에서 5개 중 의개(의심, 마음이 머물지 못함)을 억제한다.
    - 희열[喜, 희, pīti, zest]: 몸 전체로 느껴지는 기쁨 또는 대상에 대해 기뻐하는 것(pervading zest)을 말하며, 명상수행에서 5개 중 진에개(화가 남)를 억제한다.
    - 행복[樂, 낙, sukha, happiness]: 희수(喜受, somanassa, joy) 즉 즉 정신적 기쁨(pleasant mental feeling)을 말하며, 명상수행에서 5개 중 도회개(들뜸과 근심과 후회)를 억제한다. 희열과 행복은 유사한데, 희열은 시작 단계의 기쁨, 행복은 본격적인 단계의 기쁨이다. 예를 들어, 지친 여행자가 오아시스를 만났을 때 느끼는 기쁨이 희열이고 물 마시고 목욕하면서 느끼는 기쁨이 행복이다. 명상수행에서는 희열은 몸이 기쁜 것 즉 선정에 의해 몸이 가뿐하고 즐거운 느낌이 드는 것이고, 행복은 마음이 기쁜 것 즉 선정에 의해 마음이 선정의 기쁨을 느끼는 것이다.
    - 집중[心一境性, 심일경성, ekaggatā, one-pointedness]: 마음이 대상과 하나가 됨을 말하며, 명상수행에서 5개 중 탐욕개 즉 감각적 욕망 즉 마음이 5감에 이끌리는 것 즉 마음이 외계 사물에 이끌리는 것을 억제한다.

  3. 희열 · 행복 · 집중이 함께하는 제3선의 과보의 마음
    - 지속적 고찰[伺, 사, vicāra, sustained application]이 사라짐
즉, 정생희락지(定生喜樂地) 즉 선정[定]으로부터 생기[生]는 희열[喜]과 행복[樂]을 느끼는 경지 또는 마음 상태에 도달하였다.
    - 희열[喜, 희, pīti, zest]: 몸 전체로 느껴지는 기쁨 또는 대상에 대해 기뻐하는 것(pervading zest)을 말하며, 명상수행에서 5개 중 진에개(화가 남)를 억제한다.
    - 행복[樂, 낙, sukha, happiness]: 희수(喜受, somanassa, joy) 즉 즉 정신적 기쁨(pleasant mental feeling)을 말하며, 명상수행에서 5개 중 도회개(들뜸과 근심과 후회)를 억제한다. 희열과 행복은 유사한데, 희열은 시작 단계의 기쁨, 행복은 본격적인 단계의 기쁨이다. 예를 들어, 지친 여행자가 오아시스를 만났을 때 느끼는 기쁨이 희열이고 물 마시고 목욕하면서 느끼는 기쁨이 행복이다. 명상수행에서는 희열은 몸이 기쁜 것 즉 선정에 의해 몸이 가뿐하고 즐거운 느낌이 드는 것이고, 행복은 마음이 기쁜 것 즉 선정에 의해 마음이 선정의 기쁨을 느끼는 것이다.
    - 집중[心一境性, 심일경성, ekaggatā, one-pointedness]: 마음이 대상과 하나가 됨을 말하며, 명상수행에서 5개 중 탐욕개 즉 감각적 욕망 즉 마음이 5감에 이끌리는 것 즉 마음이 외계 사물에 이끌리는 것을 억제한다.

  4. 행복 · 집중이 함께하는 제4선의 과보의 마음
    - 희열[喜, 희, pīti, zest]이 사라짐
즉, 이희묘락지(離喜妙樂地) 즉 제3선의 기쁨[喜]을 떠난[離] 경지로 마음이 안정되어 묘한 행복[妙樂]을 느끼는 경지 또는 마음 상태에 도달하였다.
    - 행복[樂, 낙, sukha, happiness]: 희수(喜受, somanassa, joy) 즉 정신적 기쁨(pleasant mental feeling)을 말하며, 명상수행에서 5개 중 도회개(들뜸과 근심과 후회)를 억제한다. 희열과 행복은 유사한데, 희열은 시작 단계의 기쁨, 행복은 본격적인 단계의 기쁨이다. 예를 들어, 지친 여행자가 오아시스를 만났을 때 느끼는 기쁨이 희열이고 물 마시고 목욕하면서 느끼는 기쁨이 행복이다. 명상수행에서는 희열은 몸이 기쁜 것 즉 선정에 의해 몸이 가뿐하고 즐거운 느낌이 드는 것이고, 행복은 마음이 기쁜 것 즉 선정에 의해 마음이 선정의 기쁨을 느끼는 것이다.
    - 집중[心一境性, 심일경성, ekaggatā, one-pointedness]: 마음이 대상과 하나가 됨을 말하며, 명상수행에서 5개 중 탐욕개 즉 감각적 욕망 즉 마음이 5감에 이끌리는 것 즉 마음이 외계 사물에 이끌리는 것을 억제한다.

  5. 평온 · 집중이 함께하는 제5선의 과보의 마음
    - 행복[樂, 낙, sukha, happiness]이 사라짐
즉, 사념청정지(捨念淸淨地) 즉 제4선의 묘한 즐거움을 떠난 경지로, 마음이 평온[捨]하여 생각[念]이 청정(淸淨)하고 평등한 경지, 즉 마음이 사[捨念, 평온]에 안주하는 경지 또는 마음 상태에 도달하였다.
    - 집중[心一境性, 심일경성, ekaggatā, one-pointedness]: 마음이 대상과 하나가 됨을 말하며, 명상수행에서 5개 중 탐욕개 즉 감각적 욕망 즉 마음이 5감에 이끌리는 것 즉 마음이 외계 사물에 이끌리는 것을 억제한다.

### 색계 작용만 하는 마음
- 색계 작용만 하는 마음 一 5가지
                   1. 일으킨 생각 · 지속적 고찰 · 희열 · 행복 · 집중이 함께하는 초선의 작용만 하는 마음
아라한이 이생희락지(離生喜樂地) 즉 욕계를 떠남[離]으로서 생기[生]는 희열[喜]과 행복[樂]을 느끼는 경지 또는 마음 상태에서 활동할 때의 마음
  2. 지속적 고찰 · 희열 · 행복 · 집중이 함께하는 제2선의 작용만 하는 마음
아라한이 이생희락지(離生喜樂地) 즉 욕계를 떠남[離]으로서 생기[生]는 희열[喜]과 행복[樂]을 느끼는 경지 또는 마음 상태에서 활동할 때의 마음
  3. 희열 · 행복 · 집중이 함께하는 제3선의 작용만 하는 마음
아라한이 정생희락지(定生喜樂地) 즉 선정[定]으로부터 생기[生]는 희열[喜]과 행복[樂]을 느끼는 경지 또는 마음 상태에서 활동할 때의 마음
  4. 행복 · 집중이 함께하는 제4선의 작용만 하는 마음
아라한이 이희묘락지(離喜妙樂地) 즉 제3선의 기쁨[喜]을 떠난[離] 경지로 마음이 안정되어 묘한 행복[妙樂]을 느끼는 경지 또는 마음 상태에서 활동할 때의 마음
  5. 평온 · 집중이 함께하는 제5선의 작용만 하는 마음
아라한이 사념청정지(捨念淸淨地) 즉 제4선의 묘한 즐거움을 떠난 경지로, 마음이 평온[捨]하여 생각[念]이 청정(淸淨)하고 평등한 경지, 즉 마음이 사[捨念, 평온]에 안주하는 경지 또는 마음 상태에서 활동할 때의 마음

## 같이 보기
- 색계
- 지 (불교)
- 6도